# Brug 141
Brug 141 is de aanduiding voor een drietal bouwkundige kunstwerken in Amsterdam. Een van de drie is ook een artistiek kunstwerk.

## Eerste versie
De eerste brug met dit nummer lag in de 19e eeuw in Amsterdam-Zuid. Ze lag in de Amsteldijk. Daar stond een tolhuis waar tol werd geheven voor het onderhoud van genoemde dijk tussen Nieuwer-Amstel en Ouderkerk aan de Amstel. Voor het huis stond een poort en in de omgeving daarvan lag een brug over een sloot. Aan het eind van de 19e eeuw, circa 1882, begon Nieuwer-Amstel hier te bouwen aan de Verversstraat. Rond 1896 werd de tol afgeschaft en verdwenen huis, poort, sloot en brug in de loop der tijden van de kaart. Het enige dat nog op de tol wijst is de Tolstraat, een hernoeming door de gemeente Amsterdam van de Verversstraat, die de terreinen in 1896 annexeerde. Amsterdam had namelijk al een Verversstraat en moest een nieuwe naam verzinnen, die vanaf 1896 werd ingevoerd. De brug komt nog voor op een lijst van te onderhouden bruggen in 1913; onzeker is of de brug er toen nog lag. 

## Tweede versie
In 1950 werd het nummer hergebruikt voor een brug in de Osdorperweg. Piet Kramer van de Dienst der Publieke Werken was de ontwerper. Wanneer Amsterdam ook hier uitbreidt, wordt de brug gesloopt. Er is niets meer van terug te vinden. Beide boeken die de brug noemen, vermeldden ook dat de brug gesloopt is.

## Derde versie
Het nummer werd vervolgens opnieuw hergebruikt voor een brug tussen de Nobelweg en Volkstuinenpark Klein Dantzig. Het is niet bekend wanneer deze brug is gebouwd en of vernieuwd. Kunstenares Annemarie van Splunter mocht in 2004 en 2005 wel een nieuwe brug voorzien van een nieuw hekwerk. De opdracht luidde dat de poort doorzichtig moest zijn en tegelijkertijd dat men niet over/langs het hekwerk kon klimmen. Zij kwam (naar eigen zeggen) met een ontwerp, waarbij in roestvast stalen platen gaten zijn gestanst, de metaalplaten werden vervolgend in golfmodel gebogen. De voorbijganger ziet daardoor een steeds wisselend beeld, dat doet denken aan een bladerdek, dat terug te vinden is het Volkstuinenpark. Het geheel bestaat uit twee vierkante deuren van 3,25 meter hoogte. De draaias van beide deuren is asymmetrisch in de deur geplaatst op de rand van de overspanning, zodat bij sluiting het ene eind van de deuren buiten de overspanning vallen; het andere vormt met haar tegenhanger de gesloten deur. Deze constructie had gevolgen voor de plaatsing van de brugleuningen, deze zijn onderbroken ter hoogte van de draaiassen.

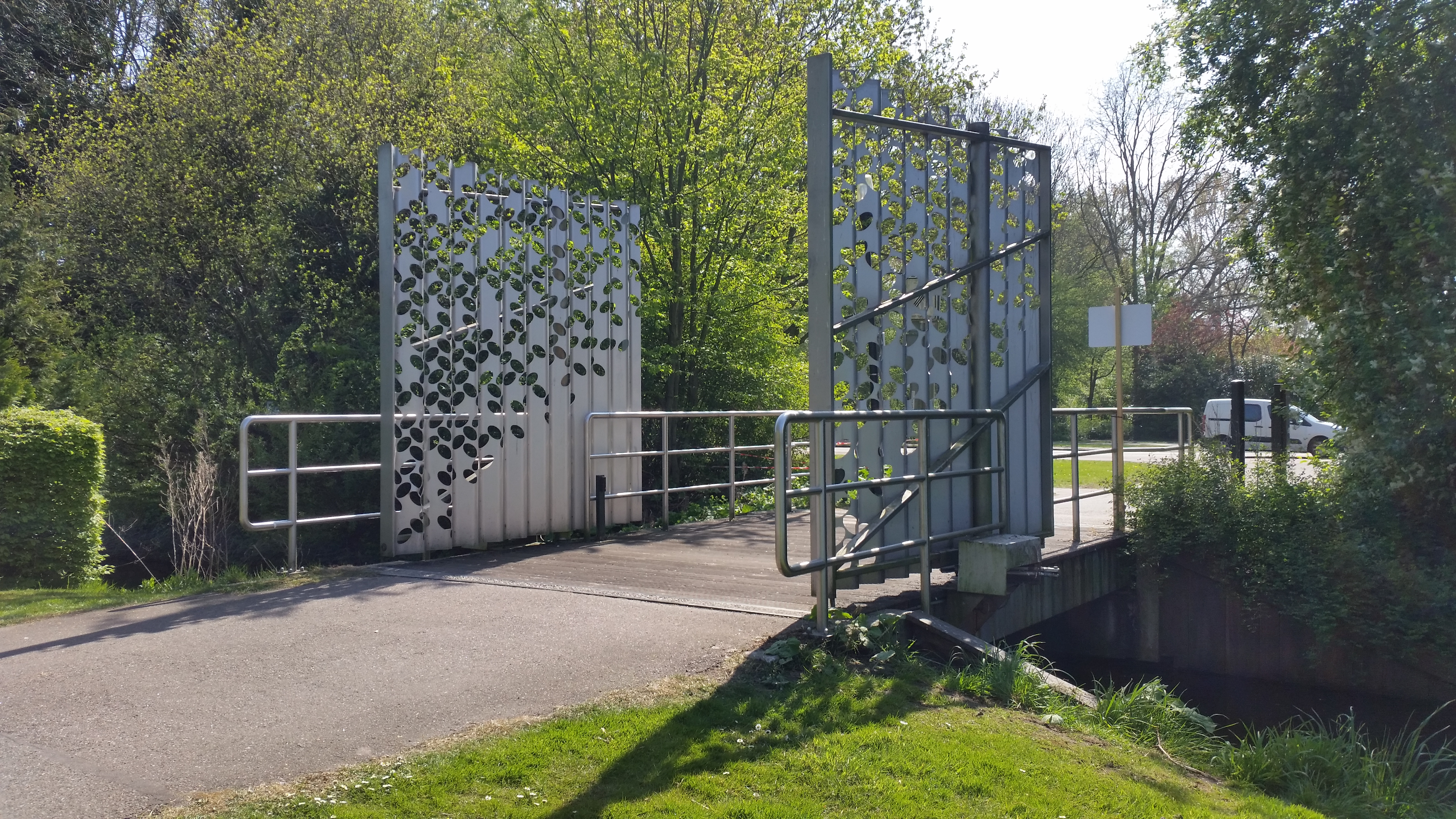
Zijaanzicht van brug 141 (april 2020)

<<< · 100 · 101 · 102 · 103 ·  105 · 106 · 107 · 108 · 109 ·  110 · 111 · 112 · 113 · 114 · 115 · 116 · 117 · 118 · 119 · 120 · 121 · 122 · 123 · 124 · 125 · 126 · 127 · 128 · 129 · 130 · 131 · 132 · 135 · 136 · 137 · 138 · 139 · 140 · 141 · 142 · 143 · 144 · 145 · 146 · 147 · 148 · 149 ·  150 · 151 · 152 · 155 · 156 · 159 · 160 · 161 · 162 · 163 · 164 · 165 · 166 · 167 · 168 · 169 ·  170 · 171 · 172 · 173 · 174 · 175 · 176 · 177 · 178 · 179 · 180 · 181 · 182 · 183 · 184 · 185 · 186 · 187 · 189 · 190 · 191 · 192 · 193 · 194 · 195 · 196 · 198 · 199 · >>>
Brugnummers 104, 133, 134, 153, 154, 157, 158, 188 en 197 zijn niet (meer) in gebruik.